# Pataias
Pataias ist eine portugiesische Stadt (Vila) im Kreis Alcobaça und im Distrikt Leiria, in der historischen Provinz Estremadura gelegen. Sie hat eine Fläche von 79,0 km² und 5437 Einwohner (Stand 30. Juni 2011). 1984 wurden ihr die Stadtrechte wieder verliehen. Sie liegt im nördlichen Landkreis, 18 km von Alcobaça entfernt. Das Gemeindegebiet grenzt an den Atlantik an, von dem die Stadt 6 km entfernt ist. Dort trifft Pataias südlich auf den Kreis Nazaré. Nördlich stößt die Stadt Pataias auf den Nachbarkreis Marinha Grande, mit dem sie wirtschaftlich eng verflochten ist. Auf dem Gebiet von Pataias liegt Paredes da Vitória, eine im 16. Jahrhundert untergegangene Hafenstadt, die zu den dreizehn Städten der Coutos de Alcobaça, dem historischen Herrschaftsgebiet der ehemaligen Abtei von Alcobaça zählte. Auch Pataias gehörte bis zur staatlichen Schließung der Klöster in Portugal im Jahre 1834 zu diesem Gebiet.

## Geschichte

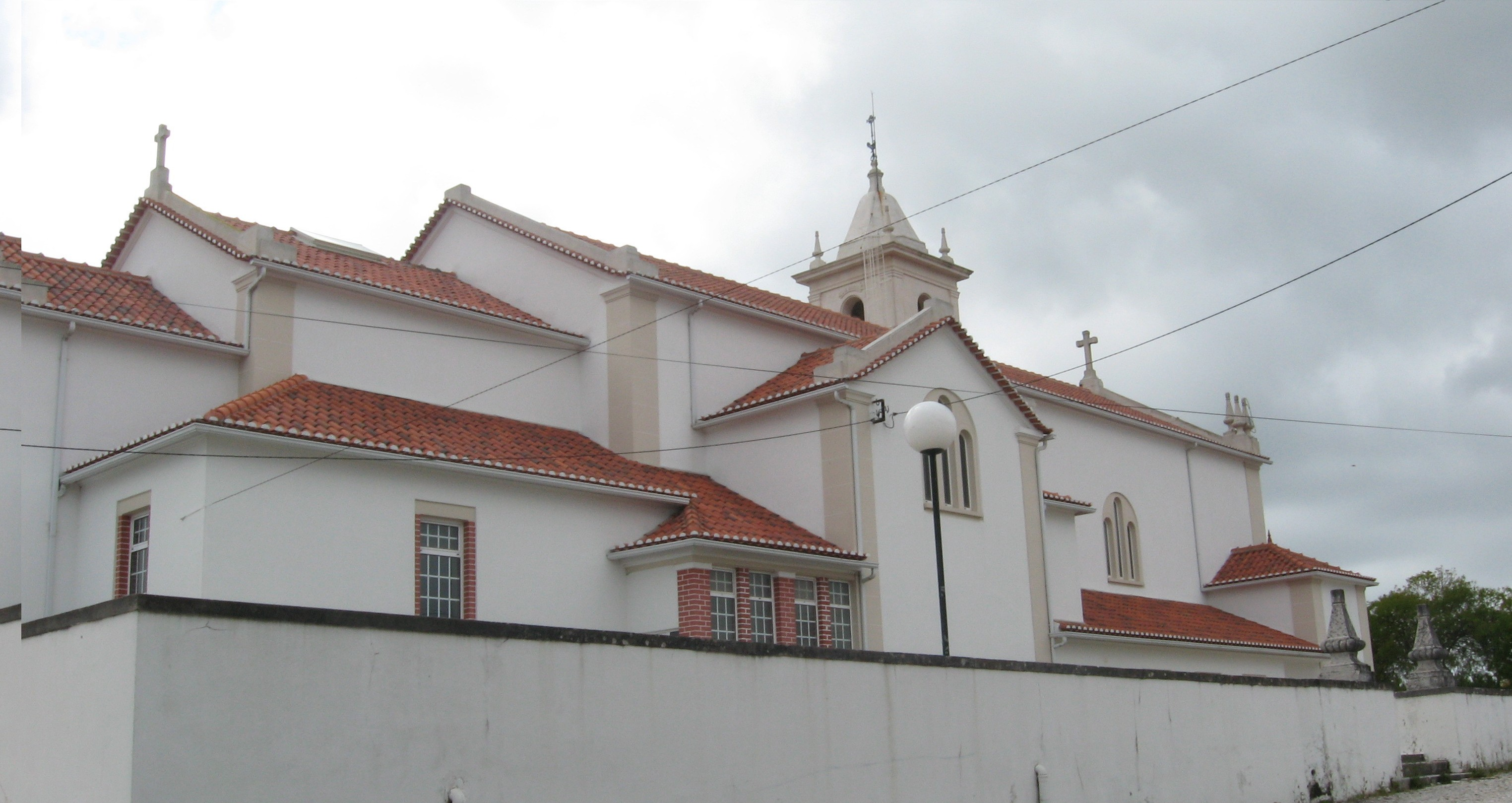
Pfarrkirche von Pataias

Pataias wird mit seinen Wäldern urkundlich erstmals in der Schenkungsurkunde von Afonso Henriques, dem ersten König Portugals, aus dem Jahre 1153 erwähnt, mit der der König das gerade von den Mauren wieder befreite Gebiet zwischen Leiria und Óbidos an Bernhard von Clairvaux, dem Abt der Zisterzienserabtei Clairvaux in Frankreich im Ausmaß von etwa 500 km² zur Gründung eines Klosters übertrug. Damals gehörte Pataias zu der Hafenstadt Paredes da Vitória, die vermutlich schon zur Römerzeit bestand. Mit dem Untergang dieser Hafenstadt ab dem Beginn des 16. Jahrhunderts erlangte Pataias zunehmende Bedeutung, da viele Bewohner von Paredes dort hinzogen. Im Jahre 1542 wurde auch die Kirche von Paredes nach Pataias verlegt, womit die Stadt Paredes erlosch. Im selben Jahr erhielt nunmehr Pataias die Stadtrechte verliehen. Die Stadt nahm einen raschen Aufschwung. Für die Abtei von Alcobaça erlangte sie vor allem große Bedeutung bei der Herstellung von Kalk und Zement, wovon heute noch zahlreiche Reste, auch historischer Kalköfen (Fornos de Cal) zeugen. Die Pfarrkirche von Pataias geht auf die Verlegung der mittelalterlichen Kirche von Paredes zurück, womit sie auch eine Heimstatt der Verehrung der Namenspatronin von Paredes, Nossa Senhora da Vitória, wurde, obgleich der Gegenstand dieser Verehrung, eine Madonnenstatue, nach Famalicão (Nazaré) gelangte, wo sich ebenfalls ehemalige Bewohner von Paredes ansiedelten. In einer jährlich nunmehr am 15. August stattfindenden Prozession von Pataias zu dem heutigen Dorf Paredes wird ihr noch gedacht.

## Wirtschaft
Pataias ist eine moderne Industrie- und Gewerbestadt. So wie sie bereits für die Abtei Alcobaça eine frühindustrielle Bedeutung erlangte, ist auch die moderne Wirtschaft von der Gewinnung von Baumaterialien aus Steine und Erden geprägt, aber auch durch Holzverarbeitung. Zudem hat sich eine moderne Kunststoff- und metallverarbeitende Industrie gebildet. Außerdem findet man, wie auch in dem Nachbarkreis Marinha Grande, die Keramik- und Glasindustrie stark vertreten. In der Küstenregion entwickelt sich der Tourismus, vorwiegend durch Ferienwohnungen. Der Standort wird durch einen Bahn- und einen Autobahnanschluss gefördert.

## Landschaft
Pataias liegt inmitten des Pinhal de Leiria, dem Pinienwald von Leiria, den bereits König Dinis (1261–1325) im gesamten Küstenbereich der Gegend zur Befestigung der Wanderdünen hatte anlegen lassen. Westlich von Pataias liegt eine stark versumpfende Lagune umgeben von dem Pinienwald. Der Wald zieht sich zum Meer hin, wo Pataias über mehrere weitläufige Sandstrände verfügt. Weite gesondert angelegte Rad- und Wanderwege führen von der Stadt zu den 6 bis 8 km entfernt liegenden Ständen, die teilweise von Dünenlandschaften eingesäumt sind.